# Isabel Bras Williamson
Isabel Bras Williamson, född 1430, död 1493, var en skotsk klädeshandlare. Hon var en av Edinburghs mest framträdande medborgare och spelade en viktig roll inom den skotska klädesindustrin. Hon handlade med Europa och var även hovleverantör. 